# Vad som än händer
"Vad som än händer" framfördes av Maria Rådsten i den svenska Melodifestivalen 1992, där den slutade på tredje plats. Låten är skriven av Ulf Söderberg, Peter Grönvall och Nanne Nordqvist. Den släpptes även på singel.
I november 1992 släppte One More Time, där Maria Rådsten då ingick, albumet Highland. På albumet finns denna melodi med, men med text på engelska och titeln "I'll Show You Wonders".

### Fotnoter
1. ↑  ”Melodifestivalen 1992”. Sveriges Radio. 21 januari 2006. https://sverigesradio.se/sida/artikel.aspx?programid=2521&artikel=778724. Läst 15 februari 2020.
2. ↑  ”Vad som än händer”. Svensk mediedatabas. 28 mars 1992. https://smdb.kb.se/catalog/id/001475649. Läst 20 augusti 2010.
3. ↑  ”Highland”. Svensk mediedatabas. 28 mars 1992. https://smdb.kb.se/catalog/id/001511429. Läst 12 februari 2020.